# Третьяковка (Калінінградська область)
Третьяковка (рос. Третьяковка) — селище Гур'євського міського округу, Калінінградської області Росії. Входить до складу Добринського сільського поселення.
Населення —  32 особи (2015 рік). 

## Населення
| 2002 | 2010 |
| ---- | ---- |
| 46   | ↘32  |